# 김범준 (1977년)
김범준(한국 한자: 金汎駿, 1977년 5월 12일 ~ )은 대한민국의 전 축구 선수이며, 포지션은 미드필더였다.